# Марков Микола Анатолійович
Мико́ла Анато́лійович Ма́рков (1960—2016) — український громадський діяч та волонтер.

## З життєпису
Народився 1960 року в селі Красний Партизан Свердловського району Луганської області; здобув вищу освіту. Довший час мешкав у селі Калинівка Макарівського району, згодом переїхав у П'ятигори (Тетіївський район). Член Народного Руху часів В'ячеслава Чорновола.
Учасник Помаранчевої Революції. Коли розпочалася Революція Гідності, не залишився осторонь — з перших днів був у Києві. В грудні 2013 року обраний сотником 27-ї сотні Самооборони Майдану — «Дядь Коля». Сотня охороняла периметр навколо будинку Профспілок. Йому створити одну з найсильніших сотень Самооборони Майдану.
Після Революції Гідності був одним із тих, хто формував добровольчий батальйон «Айдар». Організував збір коштів на придбання реанімаційного автомобіля «швидкої допомоги», який передав бійцям 2-ї роти батальйону «Айдар».
Заснував громадську організацію «Спілка учасників, ветеранів, інвалідів АТО та бойових дій». Після Майдану у Миколи Маркова боліло серце та легеня. Побратими взялися рятувати командира; з'ясувалося, що Ізраїль ладен узяти на операцію — потрібно 20 тисяч євро. Звертатися по допомогу сам не став — це зробили побратими. Але коштів не вистачало.
Помер 17 травня 2016 року під наркозом на операційному столі в Києві. З Миколою Марковим попрощалися 18 травня біля Стели на Майдані Незалежности. Похований в П'ятигорах Тетіївського району.

## Нагороди
- після смерті Миколи Маркова 27-й сотні присвоїли його ім'я
- орден «За мужність» III ступеня (посмертно; 2019)[4]